# Auður Ava Ólafsdóttir
Auður Ava Ólafsdóttir (Reykjavík, 1958) è una scrittrice islandese.
È stata insegnante di Storia dell'arte all'Università di Reykjavík e direttrice del Museo dell'Università d'Islanda. 
In Italia Einaudi ha pubblicato tutti e sei i suoi libri, nel 2012 Rosa candida, che è stato tradotto in quasi tutti i Paesi europei e negli Stati Uniti, nel 2013 La donna è un'isola, nel 2014 L'eccezione, nel 2016 Il rosso vivo del rabarbaro, nel 2018 Hotel Silence (Premio Letterario Islandese nel 2016) e nel 2019 Miss Islanda (Prix medicis etranger 2019).
Molto apprezzata dai lettori francofoni, Rosa candida è stato finalista al Prix Femina e ha vinto il Prix littéraire des femmes, il Prix Page des Libraires 2010, il Prix des libraires du Québec e il Prix des Amis du Scribe 2011.
L'autrice, come lei stessa ha affermato in una intervista pubblicata su Tuttolibri , è legata all'Italia, di cui conosce la lingua: ha infatti vissuto per 6 mesi a Bologna quando aveva 19 anni.

## Opere

### Romanzi
- Upphækkuð jörð, 1998
  - Traduzione italiana a cura di Stefano Rosatti: Il rosso vivo del rabarbaro, Einaudi, 2016. ISBN 978-880-622-841-5
- Rigning í nóvember, 2004
  - Traduzione italiana a cura di Stefano Rosatti: La donna è un'isola, Einaudi, 2013. ISBN 978-880-621-541-5
- Afleggjarinn, 2007
  - Traduzione italiana a cura di Stefano Rosatti: Rosa candida, Einaudi, 2012. ISBN 978-880-621-013-7
- Undantekningin, 2012
  - Traduzione italiana a cura di Stefano Rosatti: L'eccezione, Einaudi, 2014. ISBN 978-880-621-775-4
- Ör, 2016
  - Traduzione italiana a cura di Stefano Rosatti: Hotel Silence, Einaudi, 2018. ISBN 978-880-623-598-7
- Ungfrú Ísland, 2018
  - Traduzione italiana a cura di Stefano Rosatti: Miss Islanda, Einaudi, 2019. ISBN 978-88-06-24230-5
- Dýralíf, 2020
  - Traduzione italiana a cura di Stefano Rosatti: La vita degli animali, Einaudi, 2021. ISBN 978-88-06-25045-4
- Eden, 2022
  - Traduzione italiana a cura di Stefano Rosatti: Eden, Einaudi, 2024, ISBN 9788806261115

### Poesie
- Sálmurinn um glimmer, 2010